# Chałupki (Basse-Silésie)
Pour les articles homonymes, voir Chałupki.
Chałupki est une localité polonaise de la gmina de Kamieniec Ząbkowicki, située dans le powiat de Ząbkowice Śląskie en voïvodie de Basse-Silésie.